# Racopilum microides
Racopilum microides är en bladmossart som beskrevs av Fleischer och Hugh Neville Dixon 1932. Racopilum microides ingår i släktet Racopilum och familjen Racopilaceae. Inga underarter finns listade i Catalogue of Life.